# 야코비 타원함수

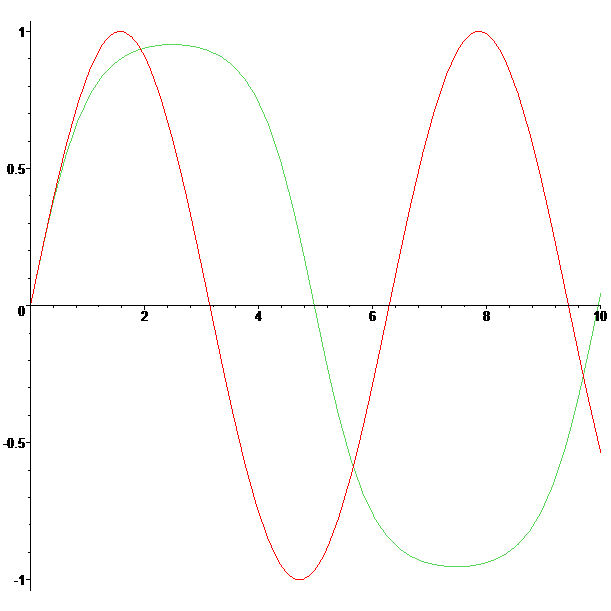
sn(u)의 그래프. 붉은 선은, 녹색 선은 이다.

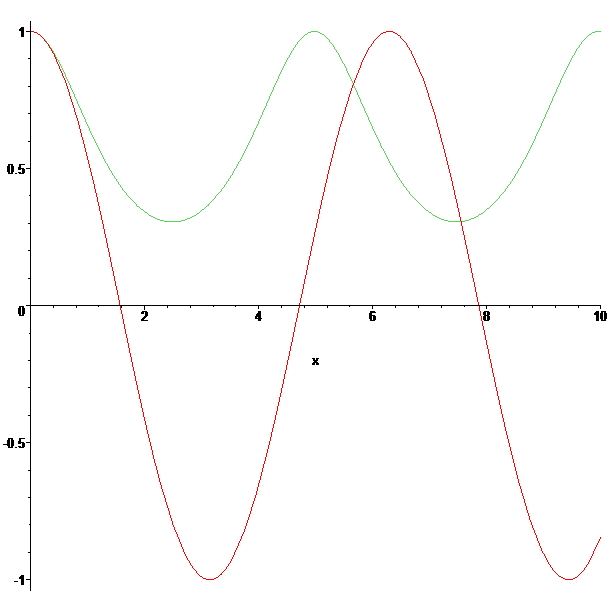
cn(u)의 그래프. 붉은 선은, 녹색 선은 이다.

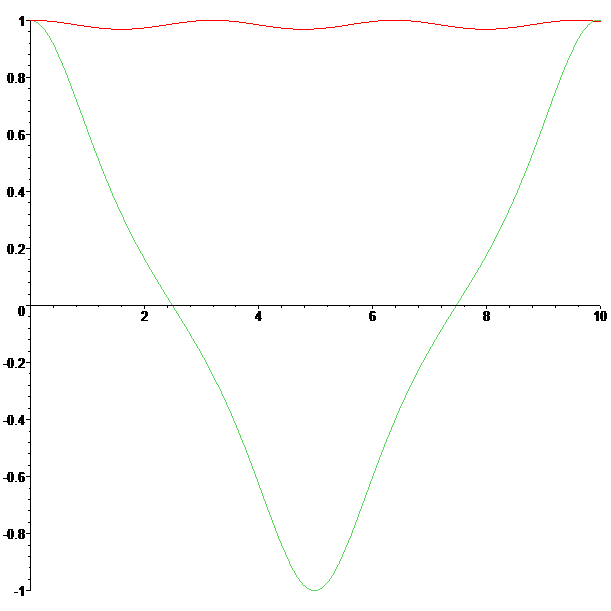
dn(u)의 그래프. 붉은 선은, 녹색 선은 이다.

수학에서 야코비 타원함수(Jacobi楕圓函數, 영어: Jacobi elliptic function)는 세 개의 특수 함수 sn, cn, dn이다. 이들은 삼각함수와 유사한 항등식들을 만족시킨다.

## 정의
야코비 타원함수 sn, cn, dn은 두 개의 변수 {\displaystyle (u,m)}에 대한 함수이다. 여기서 {\displaystyle 0\leq m\leq 1}이다.
다음과 같은 타원 적분을 생각하자.
{\displaystyle u=\int _{0}^{\phi }{\frac {d\theta }{\sqrt {1-m\sin ^{2}\theta }}}}
그렇다면 sn, cn, dn은 다음과 같이 정의된다.
{\displaystyle \operatorname {sn} (u;m)=\sin \phi }
{\displaystyle \operatorname {cn} (u;m)=\cos \phi }
{\displaystyle \operatorname {dn} (u;m)={\sqrt {1-m\sin ^{2}\phi }}}
저자에 따라, 간혹 매개변수 m 대신 {\displaystyle k={\sqrt {m}}} 또는 {\displaystyle \alpha =\arcsin {\sqrt {m}}}을 사용하는 경우도 있다. 이 경우 {\displaystyle 0\leq k\leq 1}, {\displaystyle 0\leq \alpha \leq \pi /2}이다.

### 타원과의 관계
긴 반지름이 {\displaystyle a\geq 1}이며 짧은 반지름이 1인 타원을 생각하자. 이 타원은 데카르트 좌표계에서 다음과 같은 방정식에 의하여 정의된다.
{\displaystyle x^{2}/a^{2}+y^{2}=1}
이들을 극좌표계 {\displaystyle (r,\theta )=({\sqrt {x^{2}+y^{2}}},\arctan(x/y))}로 변환하면, 다음과 같은 함수들을 얻는다.
{\displaystyle x=x(\theta )}
{\displaystyle y=y(\theta )}
{\displaystyle r=r(\theta )={\sqrt {x(\theta )^{2}+y(\theta )^{2}}}}
또한, 다음과 같은 값을 정의할 수 있다.
{\displaystyle u=\int _{0}^{\theta }\,r(\phi )\,d\phi }
그렇다면, {\displaystyle u}의 함수로서 {\displaystyle x}, {\displaystyle y}, {\displaystyle r}은 다음과 같이 야코비 타원함수로 주어진다.
{\displaystyle \operatorname {cn} (u)=x(\theta )/a}
{\displaystyle \operatorname {sn} (u)=y(\theta )}
{\displaystyle \operatorname {dn} (u)=r(\theta )/a}
이 경우, {\displaystyle m}은 타원의 이심률의 제곱이다.
{\displaystyle m=k^{2}=1-1/a^{2}}

### 보조 야코비 타원함수
간혹 기본 야코비 타원함수 sn, cn, dn들의 비를 다음과 같이 정의하기도 한다.
|       | sn(u)             | cn(u)             | dn(u)             |
| ----- | ----------------- | ----------------- | ----------------- |
| 1     | ns(u)=1/sn(u)     | nc(u)=1/cn(u)     | nd(u)=1/dn(u)     |
| sn(u) | 1                 | sc(u)=sn(u)/cn(u) | sd(u)=sn(u)/dn(u) |
| cn(u) | cs(u)=cn(u)/sn(u) | 1                 | cd(u)=cn(u)/dn(u) |
| dn(u) | ds(u)=dn(u)/sn(u) | dc(u)=dn(u)/cn(u) | 1                 |

## 성질

### 주기성
야코비 타원함수는 타원 함수이다. 즉, 이들은 다음과 같은 주기성을 가진다. {\displaystyle f}가 sn, cn, 또는 dn이라고 하면,
{\displaystyle f(u;m)=f(u+4K(m);m)=f(u+4iK'(m);m)}
여기서 {\displaystyle K(m)}과 {\displaystyle K'(m)}은 각각 실사분주기(영어: real quarter period)와 허사분주기(영어: imaginary quarter period)라는 특수 함수이며, 다음과 같다.
{\displaystyle K(m)=\int _{0}^{\pi /2}{\frac {d\theta }{\sqrt {1-m\sin ^{2}\theta }}}}
{\displaystyle K'(m)=K(1-m)}
즉, 야코비 타원함수는 타원 곡선 {\displaystyle \mathbb {C} /\operatorname {Span} _{\mathbb {Z} }\{4K(m),4iK'(m)\}} 위에 정의된 유리형 함수이다.

### 극점과 영점
sn, cn, dn 모두
{\displaystyle u=iK'(m)}
에서 단순극을 가지며, 그 유수는 1이다.
sn, cn, dn은 타원곡선 위에서 각각 하나의 영점을 가지며, 영점에서의 도함수는 1이다. 영점의 위치는 다음과 같다.
{\displaystyle \operatorname {sn} (0;m)=0}
{\displaystyle \operatorname {cn} (K(m);m)=0}
{\displaystyle \operatorname {dn} (K(m)+iK'(m);m)=0}

### 삼각함수·쌍곡함수와의 관계
{\displaystyle m=0}일 때, 야코비 타원함수는 삼각함수가 된다.
{\displaystyle \operatorname {sn} (u;0)=\sin u}
{\displaystyle \operatorname {cn} (u;0)=\cos u}
{\displaystyle \operatorname {dn} (u;0)=1}
반대로, {\displaystyle m=1}일 때, 야코비 타원함수는 쌍곡함수가 된다.
{\displaystyle \operatorname {sn} (u;1)=\tanh u}
{\displaystyle \operatorname {cn} (u;1)=\operatorname {dn} (u;1)={\frac {1}{\cosh u}}}

### 항등식
야코비 타원함수들은 삼각함수와 유사한, 다음과 같은 항등식들을 만족시킨다.
{\displaystyle \operatorname {sn} ^{2}(u;m)+\operatorname {cn} ^{2}(u;m)=1}
{\displaystyle m\operatorname {sn} ^{2}(u;m)+\operatorname {dn} ^{2}(u;m)=1}

### 합 공식
다음과 같은 합 공식이 존재한다. 여기서 매개변수 m은 생략한다.
{\displaystyle {\begin{aligned}\operatorname {cn} (x+y)&={\operatorname {cn} (x)\;\operatorname {cn} (y)-\operatorname {sn} (x)\;\operatorname {sn} (y)\;\operatorname {dn} (x)\;\operatorname {dn} (y) \over {1-k^{2}\;\operatorname {sn} ^{2}(x)\;\operatorname {sn} ^{2}(y)}},\\[8pt]\operatorname {sn} (x+y)&={\operatorname {sn} (x)\;\operatorname {cn} (y)\;\operatorname {dn} (y)+\operatorname {sn} (y)\;\operatorname {cn} (x)\;\operatorname {dn} (x) \over {1-k^{2}\;\operatorname {sn} ^{2}(x)\;\operatorname {sn} ^{2}(y)}},\\[8pt]\operatorname {dn} (x+y)&={\operatorname {dn} (x)\;\operatorname {dn} (y)-k^{2}\;\operatorname {sn} (x)\;\operatorname {sn} (y)\;\operatorname {cn} (x)\;\operatorname {cn} (y) \over {1-k^{2}\;\operatorname {sn} ^{2}(x)\;\operatorname {sn} ^{2}(y)}}.\end{aligned}}}

### 미분
야코비 타원함수의 미분은 다음과 같다. 여기서 매개변수 m은 생략한다.
{\displaystyle {\frac {\mathrm {d} }{\mathrm {d} z}}\,\operatorname {sn} z=\operatorname {cn} z\operatorname {dn} z}
{\displaystyle {\frac {\mathrm {d} }{\mathrm {d} z}}\,\operatorname {cn} z=-\operatorname {sn} z\operatorname {dn} z}
{\displaystyle {\frac {\mathrm {d} }{\mathrm {d} z}}\,\operatorname {dn} z=-m\operatorname {sn} z\operatorname {cn} z}

## 역사
카를 구스타프 야코프 야코비가 1829년 저서 《타원함수론의 새로운 기반》(라틴어: Fundamenta nova theoriae functionum ellipticarum)에서 도입하였다.

## 같이 보기
- 세타 함수
- 바이어슈트라스 타원함수
- 타원 적분
- 타원곡선